# Sven Krause
Sven Krause (* 19. Januar 1986) ist ein deutscher Fußballspieler. Er agiert als Angreifer.

## Karriere
Krause stand von 2004 bis 2006 im Kader des SC Paderborn 07, für den er ein Spiel in der 2. Fußball-Bundesliga bestritt. In der Saison 2006/07 spielte er in der zweiten Mannschaft des SCP. In der Saison 2007/08 spielte Krause in der Oberliga Westfalen für Preußen Münster. Zur Saison 2008/09 wechselte er wieder zu seinem alten Verein SC Paderborn 07, wo er zunächst wieder für die zweite Mannschaft in der Westfalenliga spielen sollte. Am 27. März 2009 kam er dann gegen die Amateure vom VfB Stuttgart zu seinem ersten Einsatz bei den Profis in der 3. Liga und schoss zwei Minuten nach seiner Einwechselung sein erstes Profi-Tor. In der Rückrunde der Saison 2010/11 war Sven Krause bis zum Saisonende an den 1. FC Saarbrücken ausgeliehen.
Am 29. Mai 2012 wechselte Krause, der in der Saison 2011/12 keine Einsatzzeiten bei den Profis des SC Paderborn 07 hatte, zum SC Wiedenbrück 2000 in die Regionalliga West. Ein Jahr später schloss er sich dem Regionalliganeuling SV Lippstadt 08 an, mit dem er jedoch gleich wieder in die Oberliga Westfalen abstieg. 2015 verabschiedete Krause sich vom Leistungsfußball und wechselte zum Bezirksligisten SV Heide Paderborn.